# Despatx Tèxtil
El Despatx Tèxtil és una obra modernista de Sabadell (Vallès Occidental) inclosa a l'Inventari del Patrimoni Arquitectònic de Catalunya.

## Descripció
Petita construcció de planta rectangular situada al pati de la fàbrica. Cal destacar la façana que dona al carrer de l'Estació, la més decorada, que mostra elements inspirats en l'estil «Sezession». Té un gran finestral d'arc de mig punt peraltat i una barana superior calada. Les façanes obertes al pati tenen finestrals que ocupen gairebé tot el parament, per tal de captar el màxim d'il·luminació.

## Història
L'obra va ser realitzada l'any 1920 per Joaquim Manich com a despatx de l'empresa tèxtil del mateix nom (datació per font)